# Olive Mary Hilliard
Olive Mary Hilliard (geborene Hillary) (* 4. Juli 1925 in Durban, Südafrika; † 30. November 2022) war eine südafrikanische Botanikerin und Taxonomin. Hilliard beschrieb 372 Landpflanzenarten, die fünfthöchste Anzahl von Erstbeschreibungen, die jemals von einer Wissenschaftlerin verfasst wurden. Ihr botanisches Autorenkürzel lautet „Hilliard“.

## Leben
Hilliard besuchte die Natal University in den Jahren 1943–1947, wo sie einen Master of Science und später einen Doktortitel erhielt.
Sie arbeitete 1947–1948 am National Herbarium in Pretoria und war von 1954 bis 1962 Dozentin für Botanik an der Natal University. 1963 wurde sie Kuratorin des Herbariums und wissenschaftliche Mitarbeiterin an der Natal University in Pietermaritzburg. Ihre besonderen Interessengebiete sind die Flora in Natal und die Taxonomie von Streptocarpus, Compositae und Scrophulariaceae.
1964 entstand eine berufliche und persönliche Zusammenarbeit mit Brian Laurence Burtt (1913–2008), der maßgeblich an der Revitalisierung des Royal Botanic Garden Edinburghs beteiligt war. Ihre Zusammenarbeit führte zu zahlreichen Artikeln und drei Büchern, Streptocarpus: an African Plant Study (1971), The Botany of the Southern Natal Drakensberg (1987) und Dierama: The Hairbells of Africa. (1991).
Ihre gesammelten Pflanzen, hauptsächlich aus den Natal-Drakensbergen und aus Malawi, umfassen etwa 8000 Exemplare (davon 5000 von Brian Laurence Burtt).
Ihrer wird in Plectranthus hilliardiae Codd, Schizoglossum hilliardiae Kupicha, Cymbopappus hilliardiae B. Nord., Agalmyla hilliardiae D. J. Middleton & S. M. Scott und Helichrysum hilliardiae Wild gedacht.

## Werke (Auswahl)
- Olive Mary Hilliard, Brian Laurence Burtt: Streptocarpus: an African Plant Study. University of Natal Press, Pietermaritzburg 1971. 410 Seiten.
- Olive Mary Hilliard: Flora of Southern Africa. Flowering plants volumes, Vol. 33, Pt. 7, Fasc. 2, Gnaphaliinae, Pt. 1. Balogh Scientific Books, Pretoria 1983. 325 Seiten. ISBN 0-621-07943-X
- Olive Mary Hilliard, Brian Laurence Burtt: A Revision of Geranium in Africa south of the Limpopo. In: Notes - Royal Botanic Garden Edinburgh. Vol. XLII (1985) no. 2. ISSN 0080-4274
- Olive Mary Hilliard, L. S. Davis (Illustrator): Trees and Shrubs of Natal. Ukhahlamba series no.1, University of Natal Press, Pietermaritzburg 1985, 40 Seiten. ISBN 0-8698-0470-7
- Olive Mary Hilliard: The Botany of the Southern Natal Drakensberg. Annals of Kirstenbosch Botanic Gardens, Vol. 15. National Botanic Gardens, Cape Town 1987. 253 Seiten. ISSN 0258-3305[6]
- Olive Mary Hilliard, Linda. S. Davis: Flowers of the Natal Drakensberg: the lily, iris, and orchid families and their allies. Ukhahlamba series no. 4, University of Natal Press, Pietermaritzburg 1990, 85 Seiten. ISBN 0-8698-0702-1
- Olive Mary Hilliard, Brian Laurence Burtt: Dierama: The Hairbells of Africa. Acorn Books, London, Johannesburg 1991. 152 Seiten. ISBN 1-8748-0201-7
- Olive Mary Hilliard: The Manuleae: A Tribe of Scrophulariaceae. Edinburgh University Press, Edinburgh 1995. 600 Seiten. ISBN 0-7486-0489-8
- Olive Mary Hilliard: Grasses, sedges, restiads and rushes of the Natal Drakensberg. University of Natal Press, Pietermaritzburg 1996. 69 Seiten. ISBN 0-86980-928-8